# Trinchera antitanque

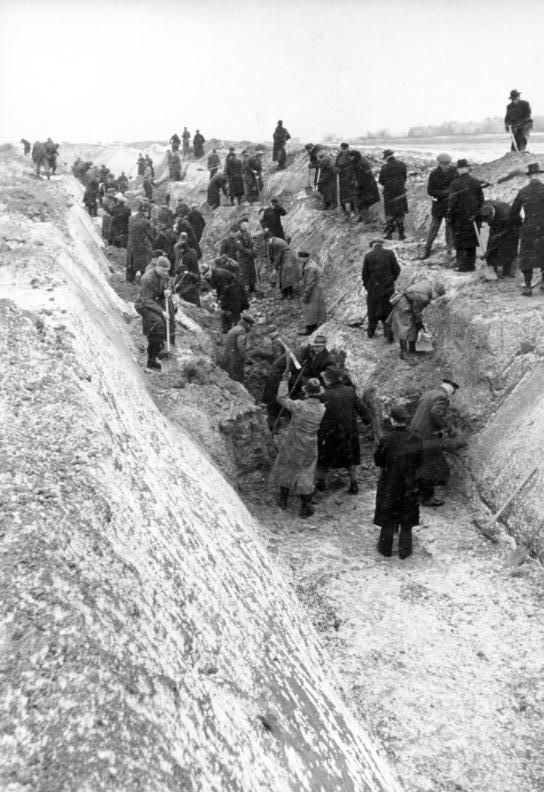
Hombres de la milicia Volkssturm cavando una zanja antitanque durante la Batalla de Berlín en las afueras de la ciudad (febrero de 1945).

Las trincheras antitanque, también llamadas zanjas antitanque, son zanjas excavadas en y alrededor de posiciones fortificadas para detener el avance de los tanques enemigos. Las zanjas antitanque fueron utilizadas por primera vez en la Primera Guerra Mundial por Alemania en un esfuerzo por proteger sus trincheras contra los tanques británicos y franceses recientemente desarrollados. Una zanja antitanque tiene que ser lo suficientemente ancha y profunda para evitar que un tanque la cruce. Se sabe que los ejércitos disfrazan las zanjas antitanque para permitir que la zanja inutilice un tanque enemigo. Las trincheras antitanque pueden ser derrotadas mediante el uso de una fajina. Las zanjas antitanque también pueden cruzarse mediante el uso de puentes, ya sea colocados por vehículos blindados o construidos sobre ellos, también pueden ser derrotadas por la demolición de cada lado, utilizando explosivos, para hacer pendientes que se puedan cruzar o que se puedan rellenar con equipo de movimiento de tierras.
Según el Ejército de los Estados Unidos, existen varios métodos mediante los cuales los ingenieros de combate pueden excavar una zanja antitanque en el campo de batalla. Utilizando únicamente herramientas manuales, un pelotón de soldados puede excavar una zanja triangular de 30 metros de largo, 3,7 m de ancho y 1,8 m de profundidad en siete horas y media; una zanja trapezoidal de dimensiones similares tardaría catorce horas. Equipar al pelotón con una pala mecánica de 0,57 m³ (3⁄4 yardas cúbicas) reduce estos tiempos de excavación a cuatro horas y media y nueve horas, respectivamente. Alternativamente, un escuadrón de soldados con una barrena mecánica y suficientes cargas de demolición puede volar una zanja de 90 m de largo, 9 m de ancho y 3,7 m de profundidad en doce horas.